# Jean-Pierre Jossua
Jean-Pierre Jossua (Boulogne-Billancourt, 24 de septiembre de 1930 - Breteuil, 1 de febrero de 2021) fue un escritor y teólogo dominico francés. Dedicó su carrera a escribir, enseñar e investigar. Fue profesor de dogmática en Saulchoir.

## Biografía
Jossua nació en Boulogne-Billancourt, en el seno de una familia judía de Salónica y tuvo que refugiarse en Niza durante la ocupación alemana. Su padre fue deportado a Auschwitz, donde murió en 1943. Su madre, Marcelle (de soltera Cazes), se convirtió en traductora.
Después de estudiar medicina, Jossua se hizo católico y se unió a la Orden Dominicana en 1953. Completó sus estudios teológicos en Saulchoir y defendió su tesis doctoral en teología en la Facultad de teología católica de la Universidad de Estrasburgo. Se desempeñó como codirector de la revista Concilium de 1970 a 1996 y director de la revista "la vie spirituelle" de 1988 a 1996. En 1977, dio conferencias Gifford sobre Pierre Bayle en Edimburgo. En 1992, se mudó a Alpes de Alta Provenza cerca de Mont Ventoux, luego se mudó a Normandía en 2014. En 1995, se convirtió en profesor en el Centre Sèvres, donde trabajó hasta 2011. En 2000 fue invitado a impartir clases de literatura en Barcelona.
Jean-Pierre Jossua falleció de COVID-19 en Breteuil el 1 de febrero de 2021 a la edad de noventa años, durante la pandemia de COVID-19 en Francia. Está previsto que sea enterrado en Étiolles.

## Obras
- Le Salut, encarnación ou mystère pascal, chez les Pères de l'Église, de Saint-Irénée à Saint-Léon le Grand (1968)
- Pour une histoire religieuse de l'expérience littéraire (1985)[7]
- La condición del témoin (1985)
- Le Livre des signes, Journal théologique IV (1993)
- Seul avec Dieu : l'aventure mystique (1996)
- La Chèvre du Ventoux, Journal théologique V (2001)
- Figuras présentes, figuras absentes : pour lire Philippe Jaccottet (2002)
- Si ton cœur croit : le chemin d'une foi (2007)
- La pasión de l'infini : littérature et théologie, nouvelles recherches (2011)
- Chercher jusqu'à la fin (2012)
- Aimer Nerval (2014)